# Bruce Douglas (cestista)
Bruce Douglas (Quincy, 9 aprile 1964) è un ex cestista statunitense, professionista nella NBA.

## Carriera
È stato selewzionato dai Sacramento Kings al terzo giro del Draft NBA 1986 (57ª scelta assoluta).
Con i Kings ha disputato 8 partite nella stagione NBA 1986-1987. 

## Palmarès
- McDonald's All-American Game (1982)
- Illinois Mr. Basketball (1982)
- Illinois All-Century Team (2004)